# سریال مام
سریال مام (به انگلیسی: Serial Mom) فیلمی محصول سال ۱۹۹۴ و به کارگردانی جان واترز است. در این فیلم بازیگرانی همچون کاتلین ترنر، سم واترستون، ریکی لیک، متیو لیلارد، مینک استل، جاستین والین، مری جو کتلت، پتی هرست، تریسی لوردز، سوزان سامرس، جون ریورز، بس آرمسترانگ و جان واترز ایفای نقش کرده‌اند.